# The Last Drop of Water
The Last Drop of Water é um filme mudo norte-americano de 1911 em curta-metragem, do gênero western, dirigido por D. W. Griffith e estrelado por Blanche Sweet. Cópia do filme encontra-se conservada.

## Elenco
- Blanche Sweet
- Charles West
- Robert Harron
- Dell Henderson
- Alfred Paget
- Francis J. Grandon
- W. Chrystie Miller
- Jeanie Macpherson
- Joseph Graybill
- William J. Butler